# اچ‌اس‌سی هلنیک ویند
اچ‌اس‌سی هلنیک ویند (به انگلیسی: HSC Hellenic Wind) یک کشتی است که طول آن ۱۰۰ متر (۳۳۰ فوت) می‌باشد. این کشتی در سال ۱۹۹۷ ساخته شد.